# Scatool
Scatool is een in de natuur voorkomende organische verbinding met een zeer sterke en onaangename geur, met name die van ontlasting. De stof komt voor in feces, bietwortel, een aantal planten- en bomensoorten onder andere het hout van bomen uit het geslacht Nectandra en van Celtis reticulosa, een tropische boom die op Java voorkomt, en in koolteer.
Scatool wordt in het lichaam gevormd - en erdoor afgescheiden - als een afbraakproduct van tryptofaan, een aminozuur dat in vele voedingswaren voorkomt. Indool is een ander afbraakproduct van tryptofaan. Deze stoffen zijn structureel verwant met elkaar.
Het is ook een van de stoffen verantwoordelijk voor de berengeur van varkensvlees, hetgeen veel mensen als onaangenaam ervaren. Een van de manieren om dit te voorkomen is het castreren van mannelijke biggen.
Scatool is een aromastof en wordt (in zeer kleine hoeveelheden) bij de bereiding van bepaalde parfums (onder andere Chanel No. 5) gebruikt.